# Косенково (Харьковская область)
Косенково, до ВОВ Косенки́ (укр. Косенкове) — село в Валковской городской общине Богодуховского района Харьковской области Украины.
Код КОАТУУ — 6321282505. Население по переписи 2001 г. составляет 11 (6/5 м/ж) человек.

## Географическое положение
Село Косенково находится на склонах балки Орчик в которой берет своё начало река Орчик, на расстоянии в 2 км находятся сёла Замиськое, Корниенково, Бугаевка, Буряковое и Рудой Байрак.
На севере к селу примыкает небольшой лесной массив (дуб).

## История
- 1750 — дата основания.
- В 1940 году, перед ВОВ, на хуторе Косенки были 13 дворов.[1]